# Juan Jesús Piñero Bolarín
Juan Jesús Piñero Bolarín, conocido como Pico (Mula (Murcia) 13 de julio de 1988), es un futbolista español. Juega de delantero y su actual equipo es el Real Jaén CF.

## Trayectoria
Formado en la cantera del Real Murcia, donde llegó a debutar con el primer equipo . Este jugador siempre ha sido la joven promesa, pero el año que iba a dar el salto definitivo tuvo una lesión muy grave que lo tuvo apartado 8 meses de los terrenos de juego.
Debutó con el primer equipo en la temporada 2005/06 (solamente tenía 16 años), en Segunda División de España y en la jornada 42, en el choque entre el Sporting de Gijón y el Real Murcia.
Posteriormente estuvo una temporada en el Ibiza de Segunda B y dos más en el Real Murcia también en Segunda y Segunda B. En la campaña 2010-2011 pasó a jugar en el Getafe del Segunda B, categoría en la que también militó con La Unión en 2011-12 y UCAM Murcia, donde llegó en 2012 y ha permanecido hasta 2014.
En el mercado de invierno de 2015, firma con el Orihuela con la intención de reforzar el sistema ofensivo del equipo de cara a la segunda vuelta del campeonato. Con los alicantinos del Orihuela ha marcado 6 goles en 14 partidos y ha jugado los play-offs de ascenso a Segunda División B. 
En el verano de 2015, firma con el Lorca Deportiva. 

## Selección nacional
Internacional sub-16 y sub-17 con España. Marcando un gol en el Europeo contra Portugal.

## Clubes
| Club                           | Temporada | Categoría                  | Partidos | Goles |
| ------------------------------ | --------- | -------------------------- | -------- | ----- |
| Real Murcia Imperial           | 2005-2007 | Segunda División B         | 18       | 7     |
| Real Murcia                    | 2005-2006 | Segunda División           | 1        | 0     |
| SD Ibiza                       | 2007-2008 | Segunda División B         | 15       | 8     |
| Real Murcia Imperial           | 2008-2009 | Segunda División B         | 30       | 17    |
| Real Murcia                    | 2008-2009 | Segunda División           | 6        | 1     |
| Real Murcia                    | 2009-2010 | Segunda División           | 1        | 0     |
| Getafe Club de Fútbol "B"      | 2010-2011 | Segunda División B         | 32       | 0     |
| Club de Fútbol La Unión        | 2011-2012 | Segunda División B         | 33       | 3     |
| UCAM Murcia Club de Fútbol     | 2012-2014 | Segunda División B         | 50       | 8     |
| Orihuela Club de Fútbol        | 2015      | Tercera División de España |          |       |
| Club de Fútbol Lorca Deportiva | 2015-     | Tercera División de España |          |       |